# لويس غوميس (لاعب كرة قدم)
لويس غوميس (بالفرنسية: Louis Gomis)‏ (3 ديسمبر 1974 بداكار في السنغال - ) هو لاعب كرة قدم سنغالي في مركز الهجوم. شارك مع منتخب السنغال لكرة القدم. أما مع النوادي، فقد لعب مع أبولون ليماسول والنادي الرياضي الصفاقسي والنجم الرياضي الساحلي ونادي أنجيه ونادي دويسبورغ ونادي مونز ونادي نورنبرغ وK.F.C. Lommel S.K. ‏ وBerliner AK 07 ‏.

## وصلات خارجية
- لويس جوميس على موقع قاعدة بيانات كرة القدم.إي يو (الإنجليزية)
- لويس جوميس على موقع بيانات كرة القدم. دي إي (الألمانية)
- لويس جوميس على موقع ناشيونال فوتبول تيمز (الإنجليزية)
- لويس جوميس على موقع عالم كرة القدم.نت (الإنجليزية)